# Поддубное (Донецкая область)
Подду́бное (укр. Піддубне) — село на Украине, находится в Великоновосёлковском районе Донецкой области.
Код КОАТУУ — 1421284401. Население по переписи 2001 года составляет 686 человек. Почтовый индекс — 85512. Телефонный код — 6243.

## История
6 июля 2025 года, в ходе боёв на новопавловском направлении, село было захвачено ВС РФ.

## Адрес местного совета
85512, Донецкая область Великоновосёлковский район с. Поддубное, пр. Киевский, 30, 97-1-34